# Lifan 520
Lifan 520 — автомобиль малого класса китайской группы компаний Lifan. Базовой моделью для Lifan 520 стала французская Citroën ZX.
Серийно автомобиль Lifan 520 выпускался с 2005 по 2013 год. В 2007 году был представлен хетчбэк Lifan 520i. На некоторых рынках автомобиль продаётся под названием Lifan Breez.
В 2011 году автомобиль прошёл рестайлинг.

## Галерея

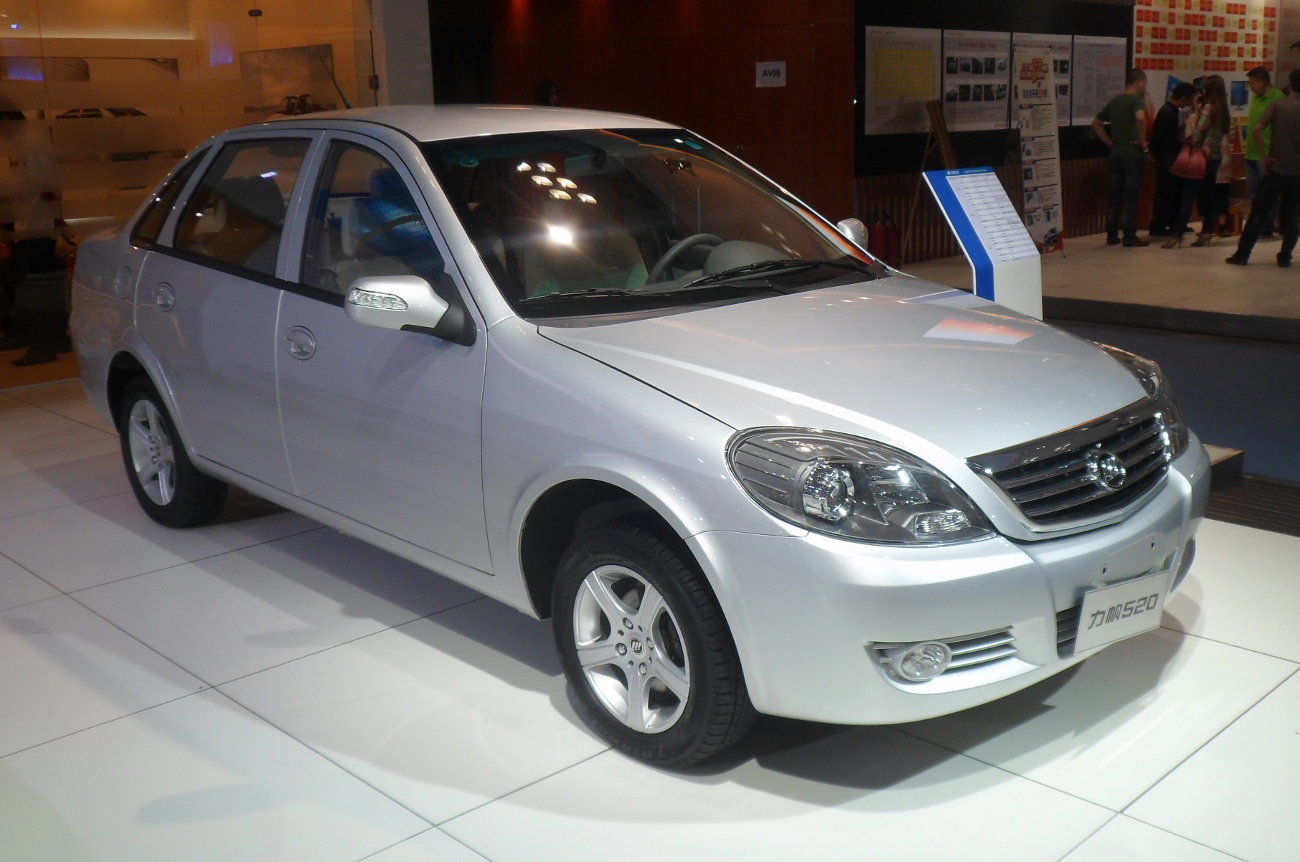
Lifan 520
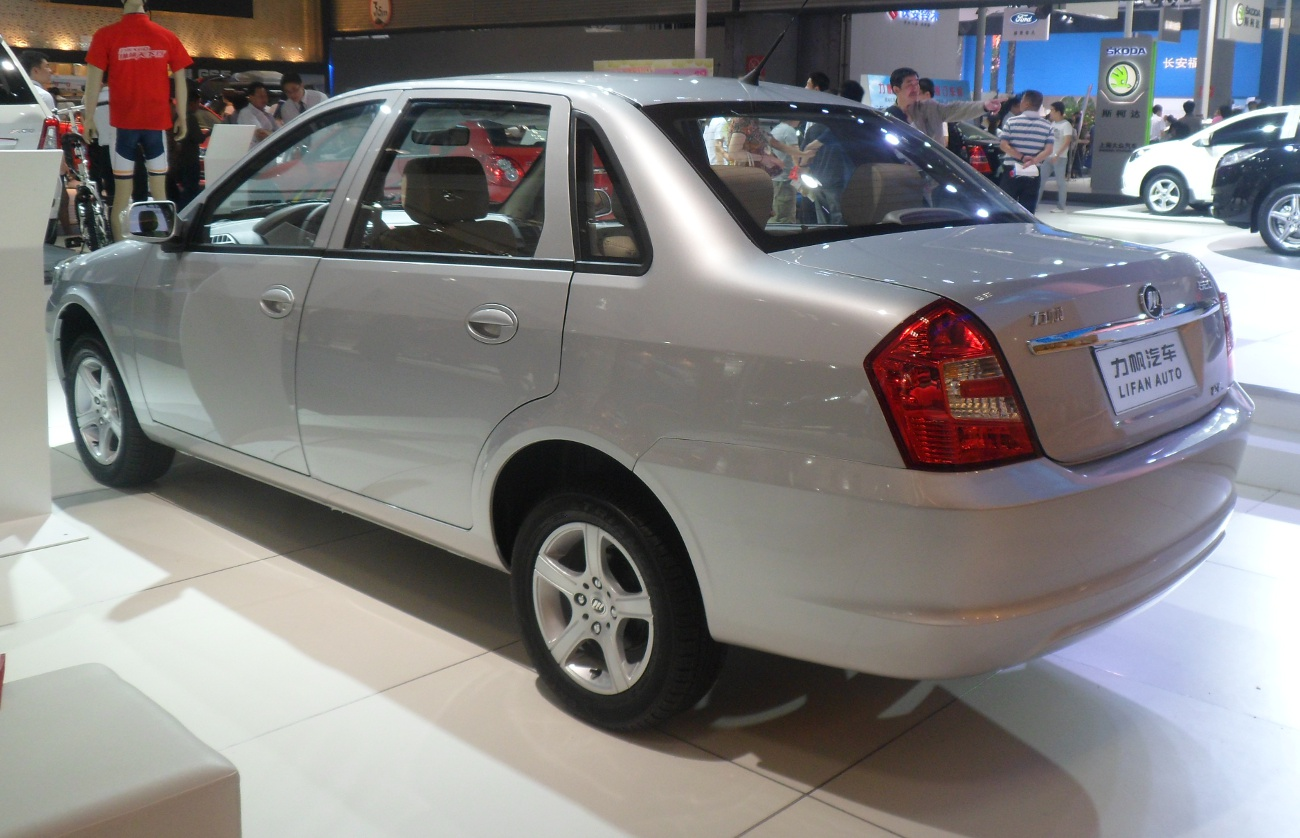
Lifan 520
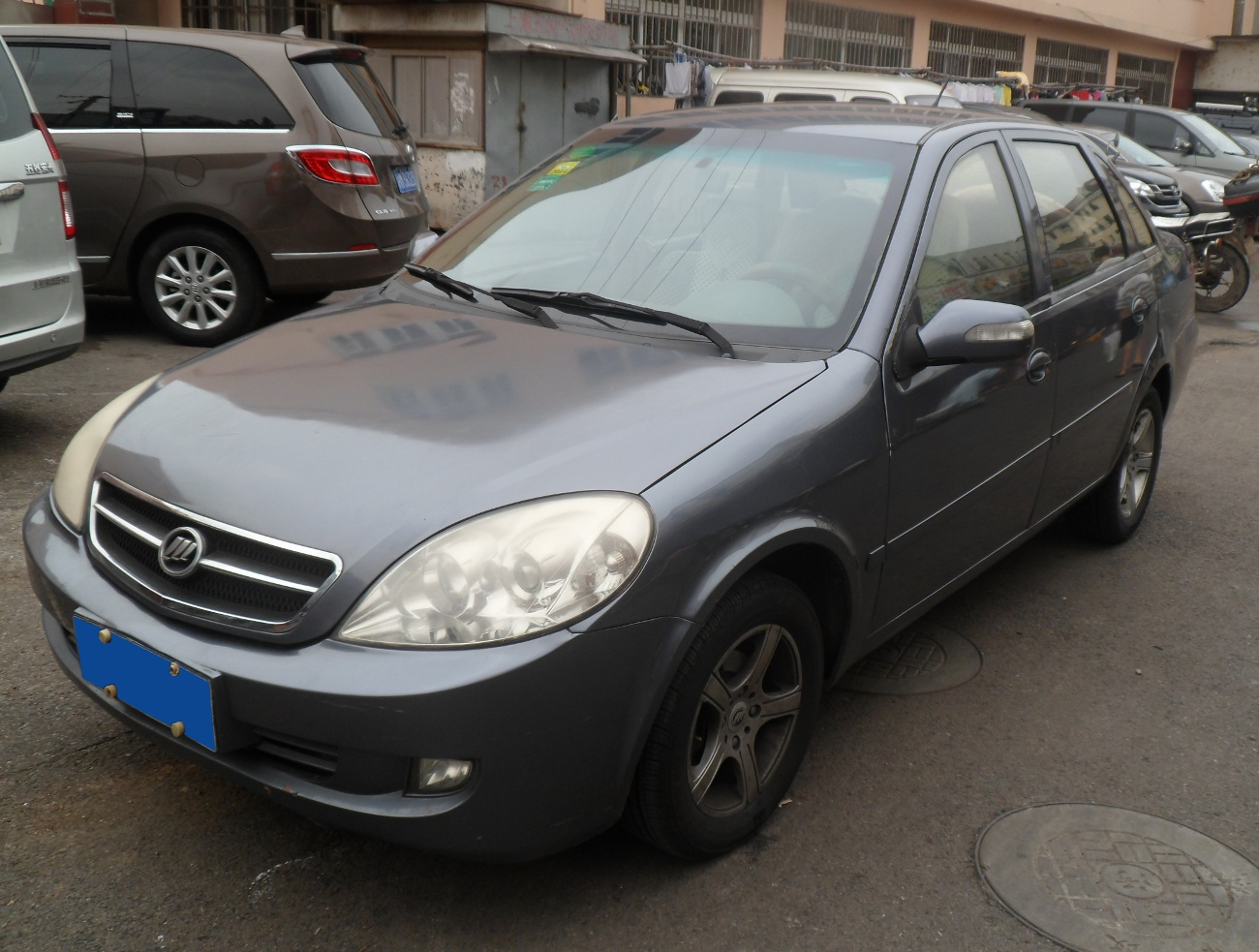
Lifan 520
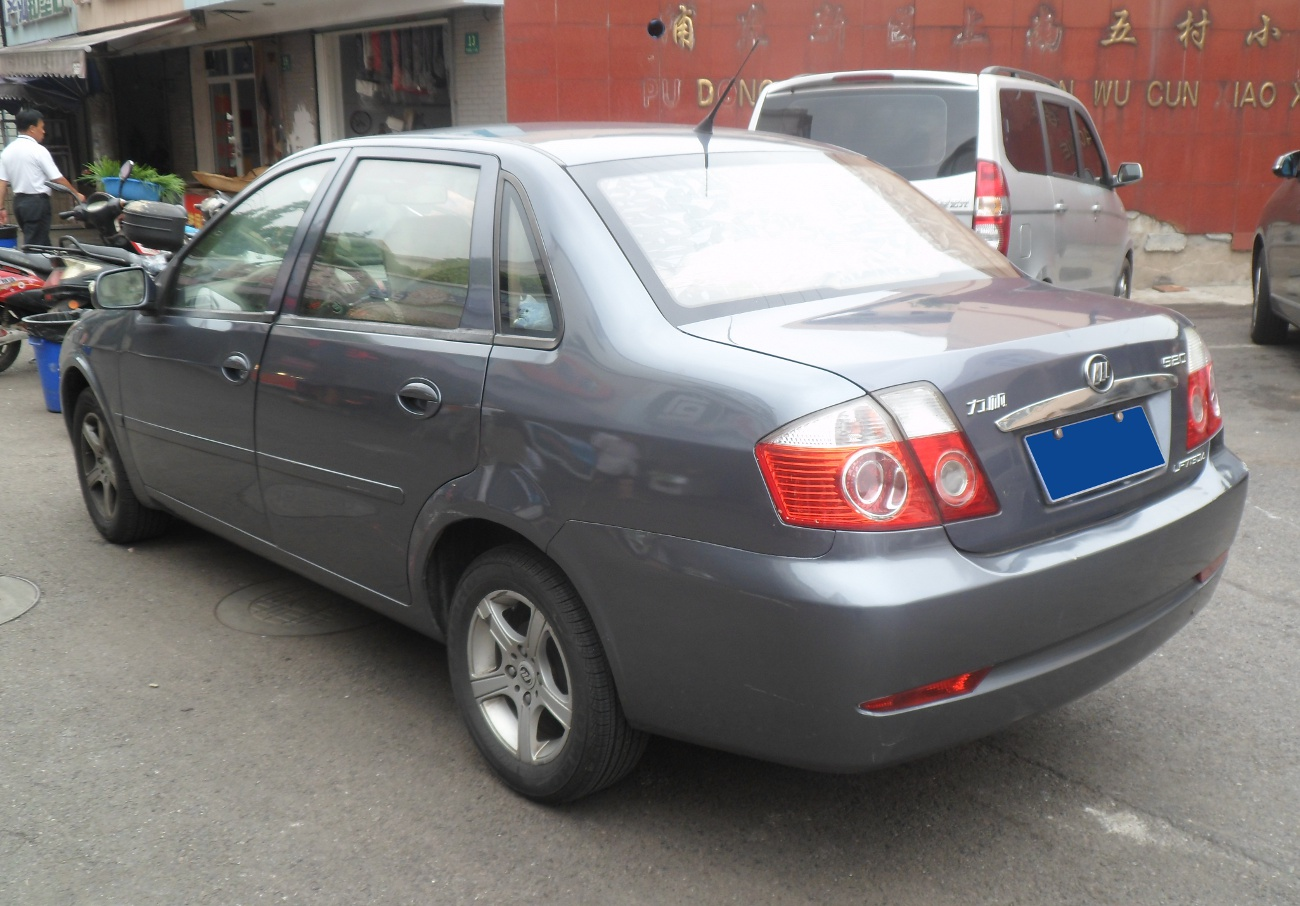
Lifan 520
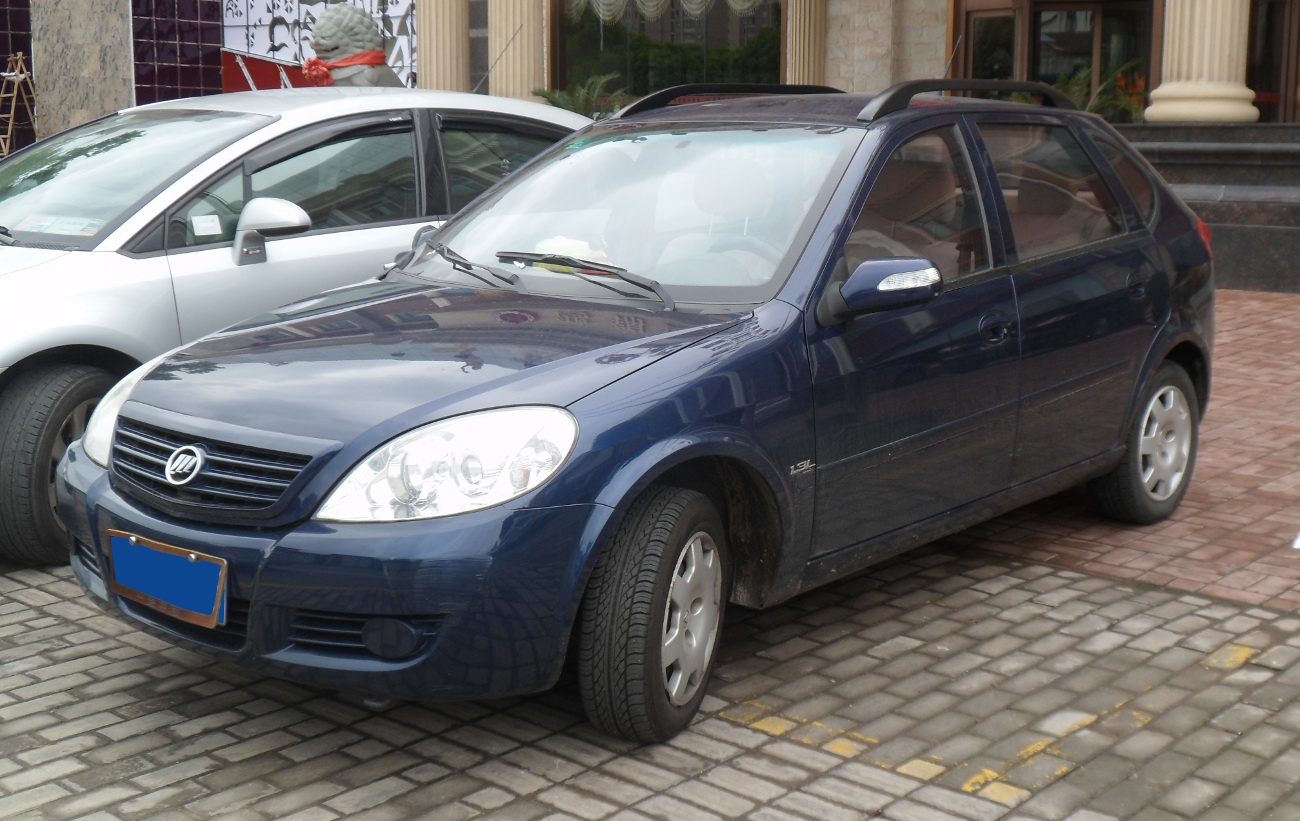
Lifan 520i
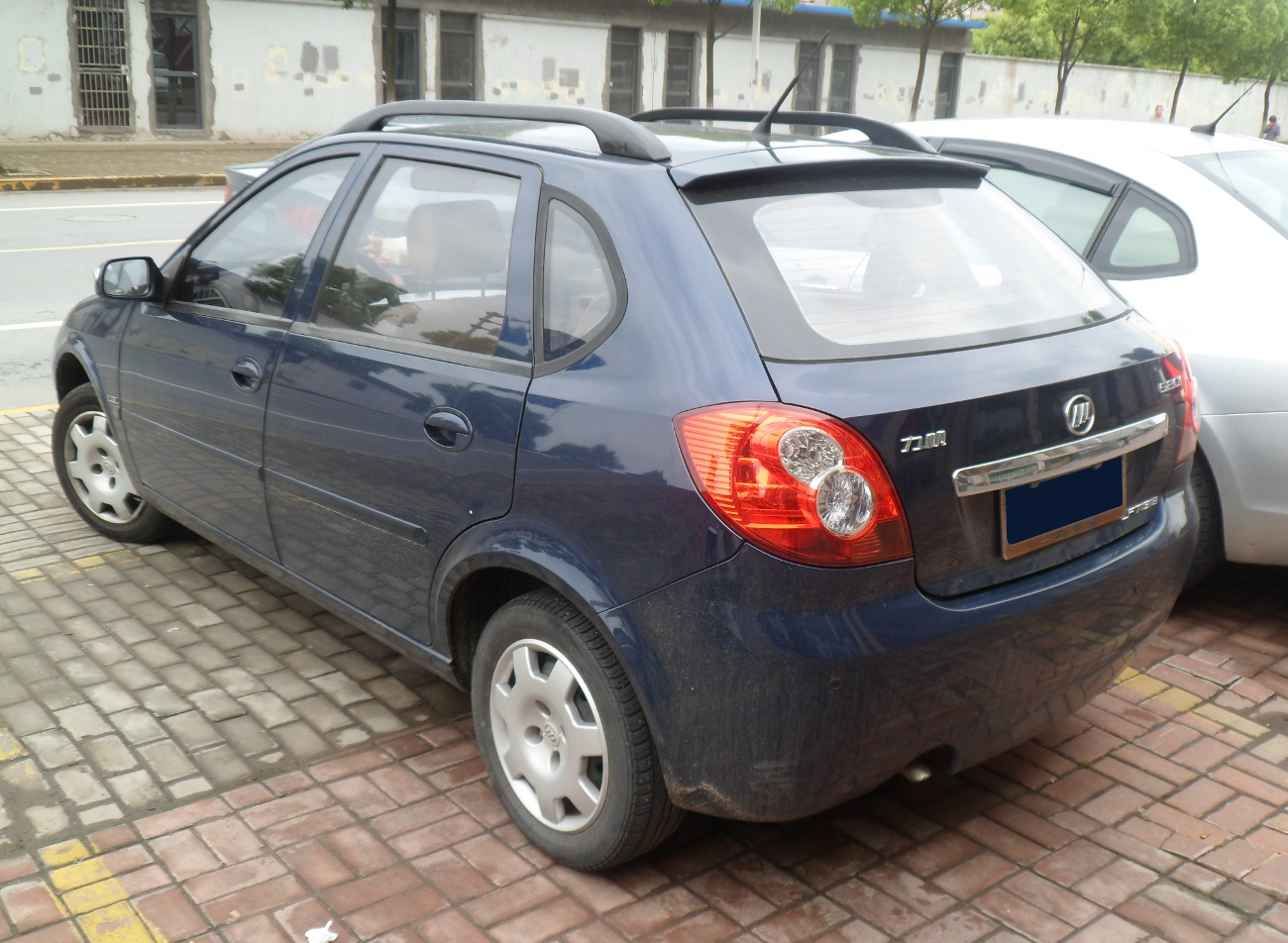
Lifan 520i
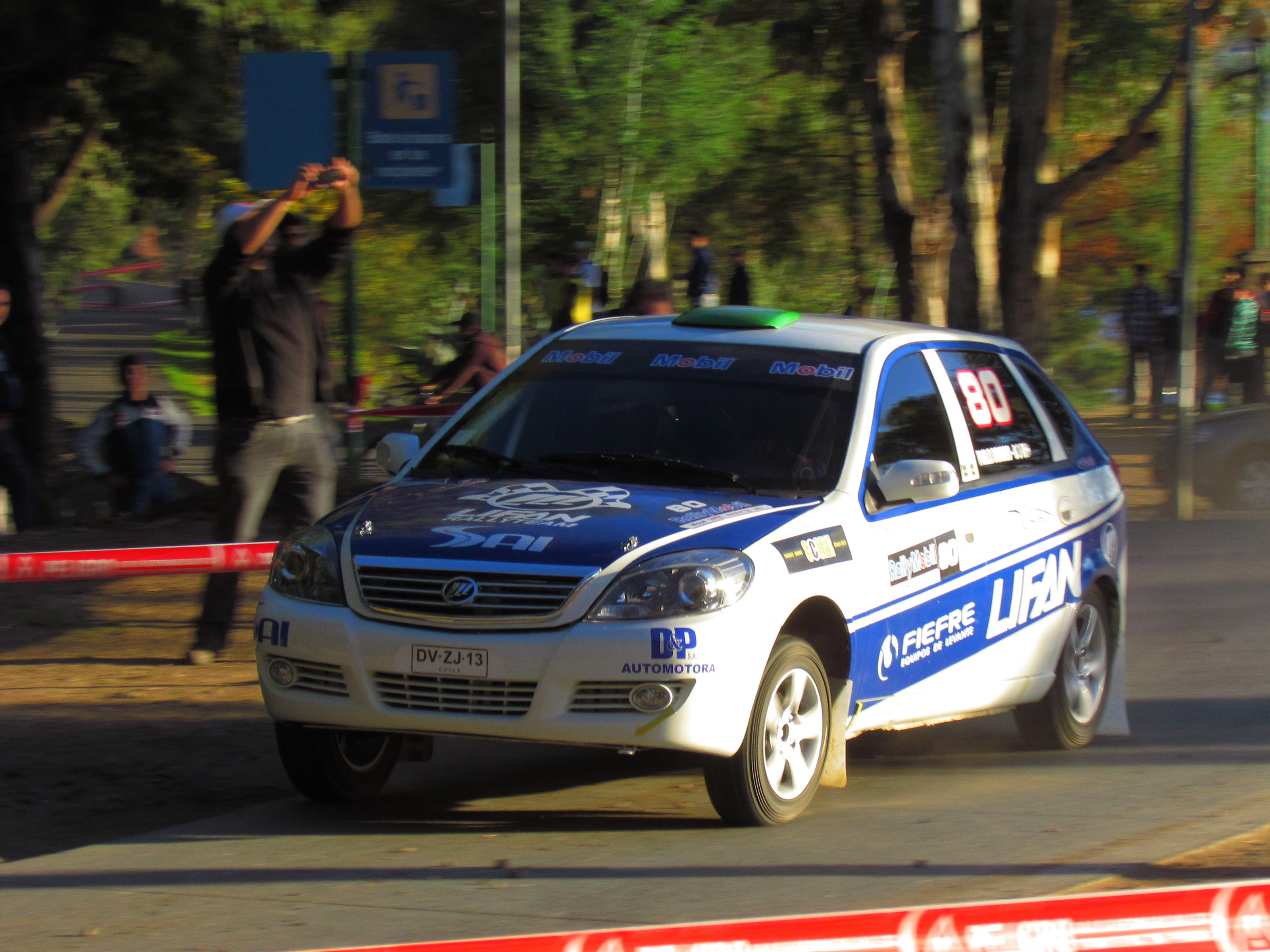
Lifan 520i
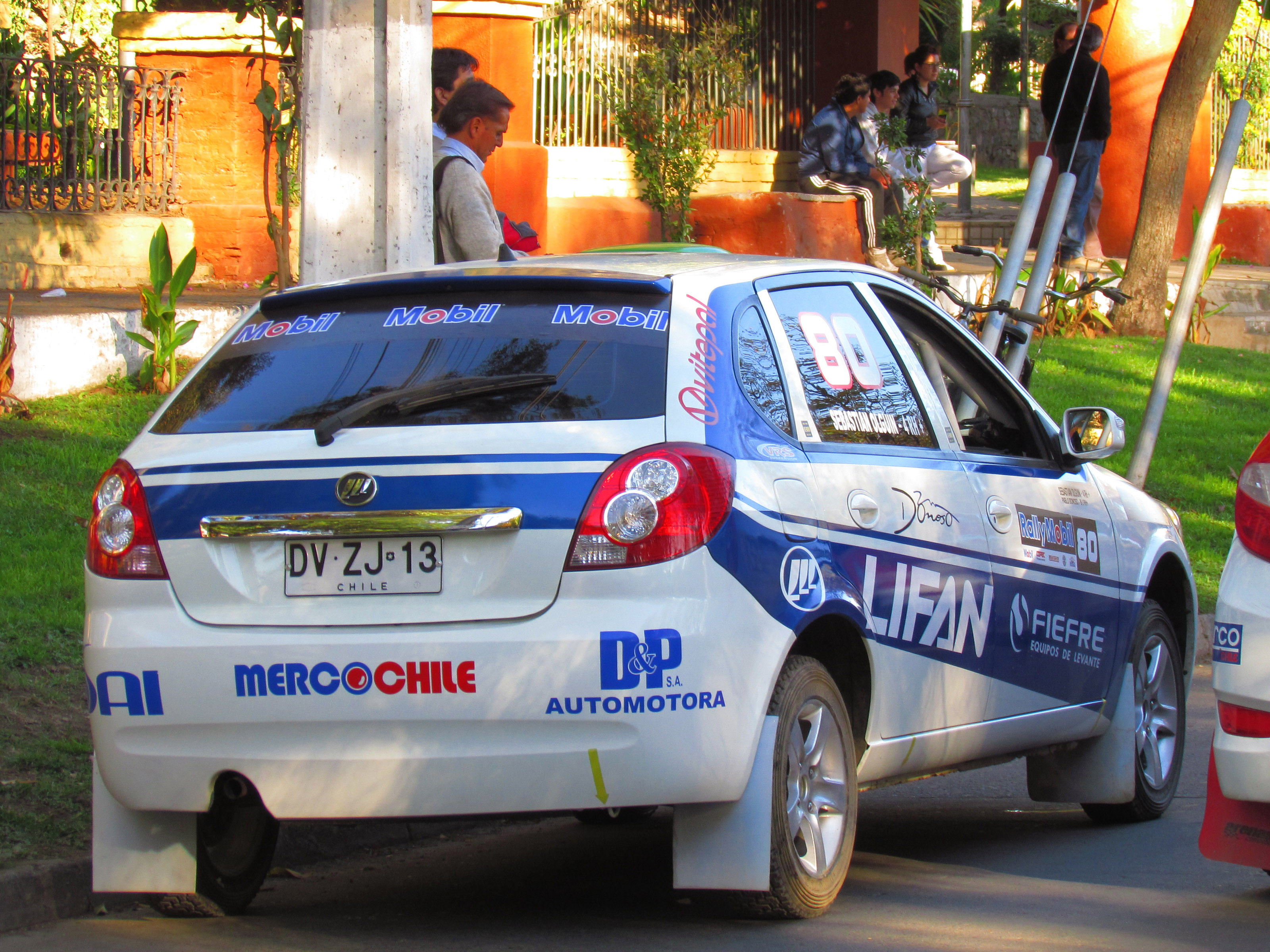
Lifan 520i
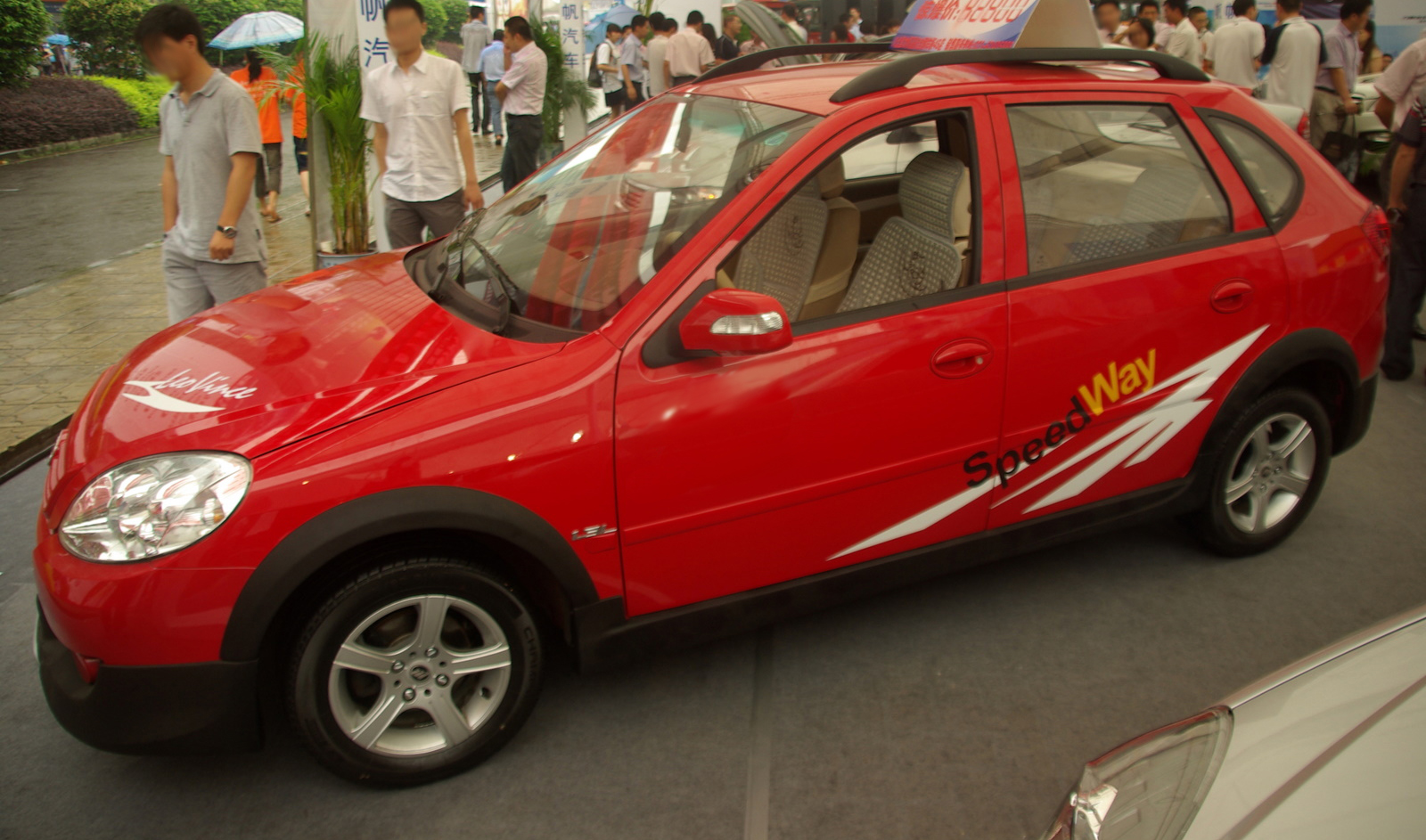
Lifan 520i